# Markus Lusser

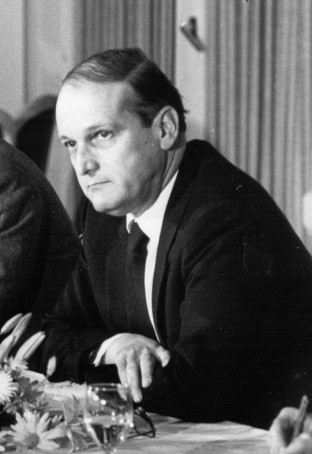
Markus Lusser (1986)

Markus Lusser (* 8. April 1931 in Altdorf; † 21. April 1998 in Riehen) war ein Schweizer Jurist. Er war von 1988 bis 1996 Präsident der Schweizerischen Nationalbank.

## Leben
Lusser studierte Rechtswissenschaft an den Universitäten Bern und Paris. Er wurde 1957 promoviert und erlangte 1958 das Anwalts- und Notariatspatent. Seine Berufskarriere absolvierte er bei der Schweizerischen Bankiervereinigung, bevor er 1980 als Mitglied der CVP ins Direktorium der Schweizerischen Nationalbank gewählt wurde. 1985 wurde er Vizepräsident und 1988, als Nachfolger von Pierre Languetin, Präsident. Er verfolgte eine restriktive Geldpolitik. 1996 trat Lusser zurück, sein Nachfolger wurde Hans Meyer.
Die Universität Bern ehrte ihn 1997 mit einem Ehrendoktorat.

## Schriften (Auswahl)
- Geldpolitik. Notenbank, Staat und Wirtschaft. Neue Zürcher Zeitung, Zürich 1996.